# NGC 7710
NGC 7710 (другие обозначения — PGC 71844, MCG -1-60-10) — линзообразная галактика (S0) в созвездии Рыбы.
Этот объект входит в число перечисленных в оригинальной редакции «Нового общего каталога».